# Hiến sinh Vượt qua

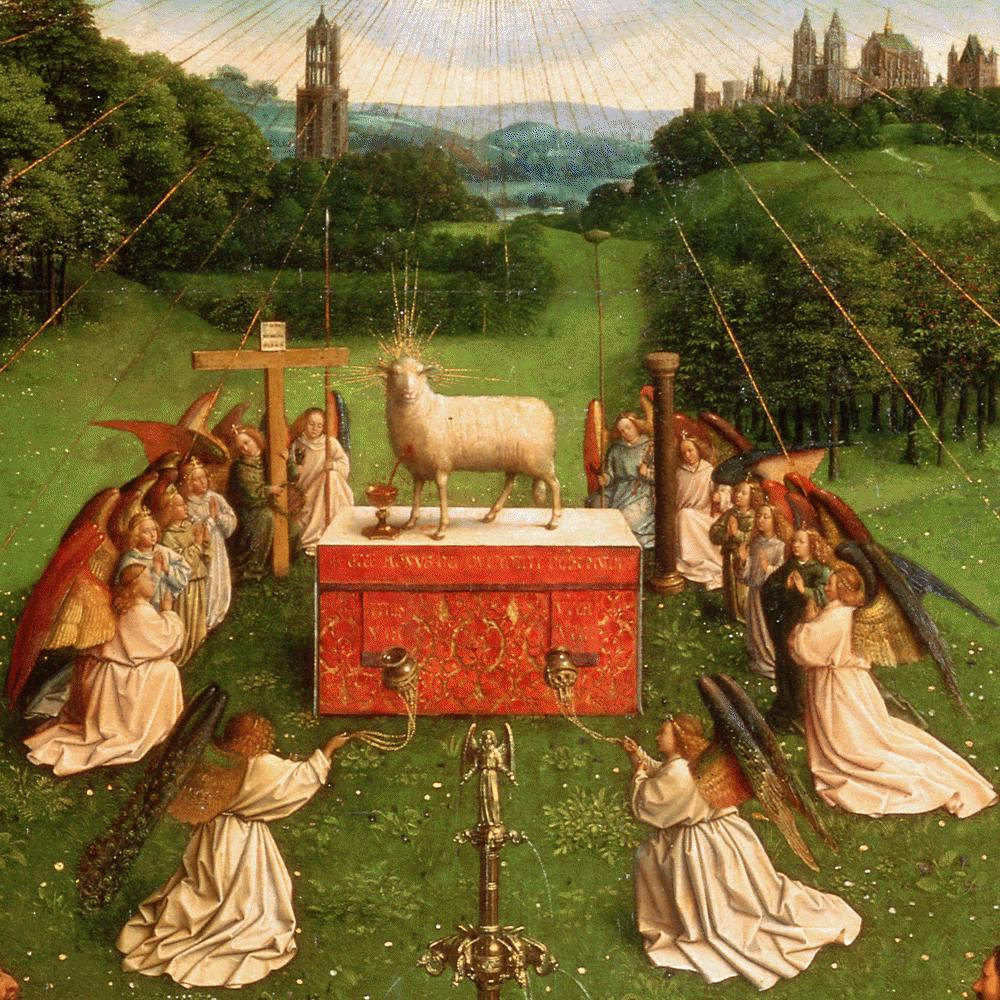
Họa phẩm về con chiên tế lễ

Lễ Hiến sinh Vượt qua (tiếng Anh: Passover sacrifice; tiếng Hebrew: קרבן פסח/Korban Pesakh) hay còn gọi là Con chiên Vượt qua hay con chiên hiến tế (Passover lamb/Paschal lamb) là lễ tế hiến sinh mà người Do Thái theo đạo được hướng dẫn (Torah) bắt buộc phải giết mổ một con vật (thường là con cừu/chiên/trừu) vào buổi tối của Lễ Vượt qua và ăn vật phẩm này vào ngày đầu tiên đêm của kỳ Lễ với các loại rau đắng (מָרוֹר/mārôr) và bánh không men Matzo (מצה/matsoh). Lễ Vượt Qua đặt trọng tâm vào chiên con làm vật hy sinh là chiên con đực, không tì vết, không gãy một cái xương nào. Mặc dù được người Do Thái thực hiện vào thời cổ đại, nhưng ngày nay, lễ hiến sinh này chỉ được thực hiện bởi người Samari tại Núi Gerizim.

## Lịch sử
Trong thời gian dân Do Thái bị làm nô lệ tại Ai Cập thì lễ hiến tế trở thành phần nghi thức chính yếu và trung tâm của Do Thái giáo, Lễ hy tế chủ chốt trong lịch sử dân Do Thái chính là Lễ Vượt Qua đánh dấu cuộc xuất hành của dân Do Thái thoát khỏi ách nô lệ Ai Cập. Người Do Thái có tục sát tế chiên trên bàn thờ để thờ phượng cảm tạ Thiên Chúa, để xin ơn và để đền tội. Tục lệ này bắt nguồn từ thời Abel, con trai thứ của Ađam: "Aben làm nghề chăn chiên" (St 4,2) nên để thờ phượng và tỏ lòng biết ơn Thiên Chúa thì "Aben dâng những con đầu lòng của bầy chiên cùng với mỡ của chúng" lên Ngài (St 4,4). Các quan cai của Pharaông quở trách dân Do Thái lạm dụng các nghi lễ hiến tế thường xuyên để tránh né làm việc (Xuất hành 5:17)
Thời người dân Do Thái vượt qua Biển Đỏ, Môsê ra lệnh cho mỗi nhà người Do Thái phải sát tế một con chiên, bôi máu lên khung cửa (Xuất hành: 12,2-7) do đó, chính trong lễ Vượt Qua này Thiên Chúa chỉ bảo mỗi gia đình Do Thái phải giết một con chiên không tì vết, không gẫy xương, rồi rẩy máu lên ngưỡng cửa. Vào đêm hôm đó, người Do Thái phải ăn thịt chiên. Nếu họ ăn thịt chiên, con đầu lòng của họ sẽ thoát chết. Nếu họ không ăn, con đầu lòng của họ sẽ bị giết trong đêm đó (Xuất hành 12: 1-23), tất cả những nhà trên đất nước Ai Cập không có máu chiên nơi khung cửa đều bị chết đứa con trai đầu lòng (Xuất hành 12,29-30). 

## Kinh Cựu ước

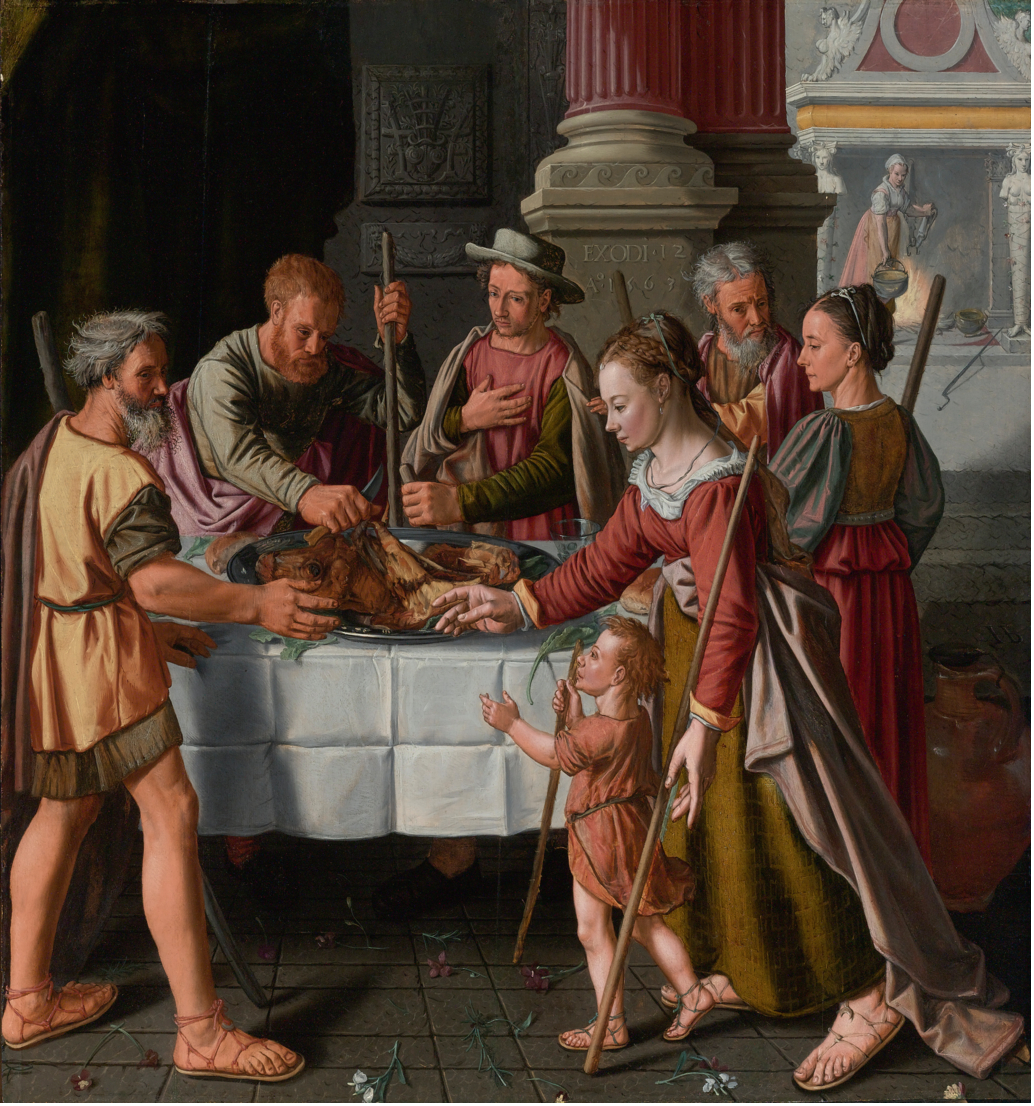
Bữa tiệc Vượt qua

Theo hướng dẫn của Torah, Lễ hiến sinh này lần đầu tiên được thực hiện vào đêm Xuất hành (Exodus) từ Ai Cập và con chiên đã trở thành hy lễ đền tội, hy lễ cứu thoát, từ khi Thiên Chúa thông qua Môisê truyền cho người Do Thái rằng trong đêm Vượt qua, mỗi gia đình phải giết một con chiên, lấy máu chiên bôi lên cửa nhà như dấu hiệu cứu thoát trước khi rời khỏi Ai Cập, hình ảnh Con Chiên trở thành Hy Lễ, chính là trọng tâm của Thánh Lễ.
Lễ hiến tế loài vật mang nhiều ý nghĩa với dân Do Thái vì là sự nhận biết quyền năng tối thượng của Thiên Chúa trên loài thụ tạo nên phải dâng lên Ngài những gì thuộc về Ngài. Như vậy, lễ hiến tế chúc tụng Ngài là Đấng tuôn trào mọi phúc lộc cho con người. Lễ hiến tế là một hành động tạ ơn. Lễ hiến tế cũng còn diễn đạt như một hành vi từ bỏ mình hay hối hận vì bao tội lỗi đã phạm. Người dâng lễ hiến tế đã nhận biết tội lỗi của mình đáng chết, do đó họ hy sinh đời sống con vật để thế chỗ cho họ.
Con chiên bị sát tế trở thành vật đền tội thế chỗ cho đứa con đầu lòng trong gia đình Chỉ có người Do Thái nhờ máu chiên trên khung cửa mà không bị như thế. việc sát tế chiên mang thêm ý nghĩa là con chiên chết thay người. Và như vậy, lễ Vượt Qua chính là một hành động cứu chuộc, cứu rỗi tội lỗi. Và khi tiến vào được Đất Hứa rồi, dân Do Thái tiếp tục dâng lên Thiên Chúa các lễ hiến tế hàng ngày, từ đó về sau, tại đền thờ, các tư tế Do Thái đều sát tế mỗi ngày hai con chiên làm của lễ toàn thiêu sáng sớm một con, chập tối một con, để dâng lên Thiên Chúa làm của lễ đền tội cho dân (Xuất hành 29,38-46). 

## Luận giải

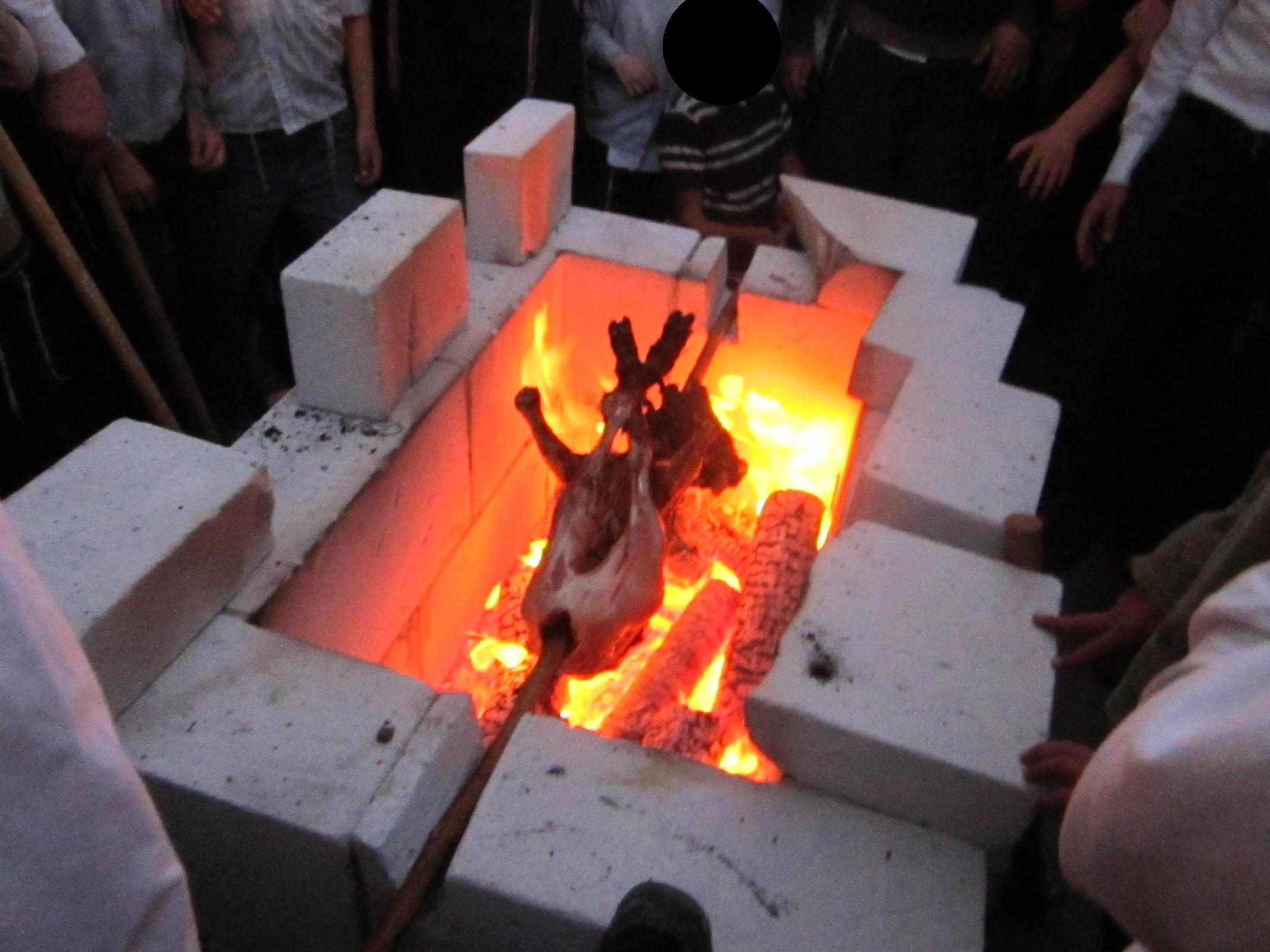
Một con chiên Vượt qua, là con vật sát tế hiến sinh của người Do Thái

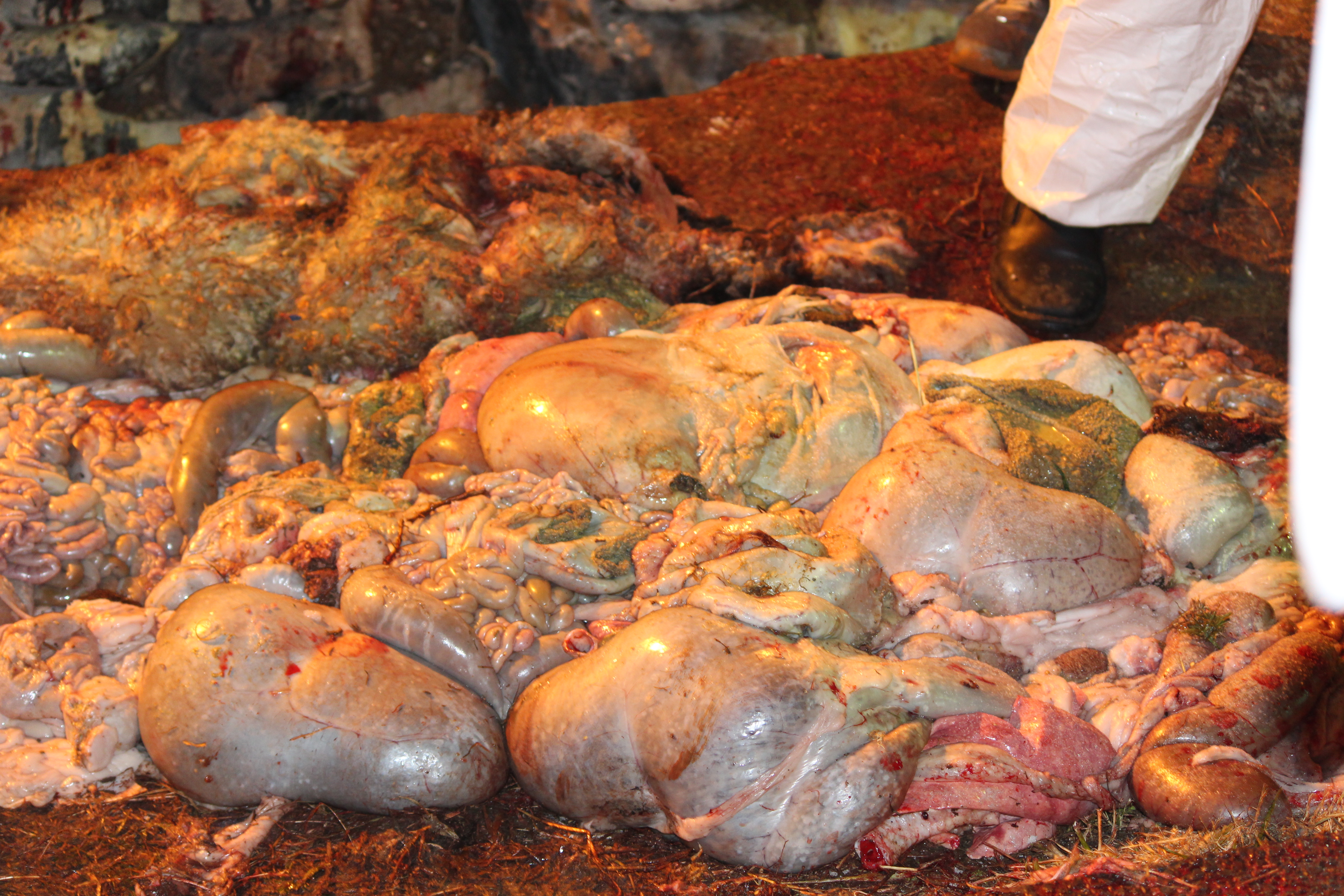
Phần thịt trong Lễ Vượt qua của người Samarita

Chính từ Vượt Qua mà có danh xưng bàn tiệc hay bữa ăn vượt qua và gọi Đức Giêsu là "Chiên Thiên Chúa". Kể từ đêm ra khỏi Ai Cập. Thiên Chúa truyền: "Thấy máu, Ta sẽ vượt qua" (Xuất hành 12,13). Con chiên bị sát tế trở thành ơn cứu độ cho Do Thái, và cái chết của nó trở thành sự sống cho dân, máu nó làm thiên sứ run sợ (Xuất hành 12,13), con chiên bị giết là hình bóng của Chúa và sự sát tế Con Chiên đích thật của Thiên Chúa. Theo Giáo lý cựu ước: "Nếu một người vô ý phạm tội, làm một trong những điều mà Chúa cấm làm thì vì tội đã phạm, nó sẽ đưa đến một con dê hoặc chiên làm lễ tiến. Nó sẽ đặt tay trên đầu lễ vật tạ tội và sát tế lễ vật tạ tội ở nơi sát tế lễ vật toàn thiêu. Tư tế sẽ dùng ngón tay lấy máu con vật và bôi lên các góc cong của bàn thờ dâng lễ toàn thiêu, rồi đổ tất cả máu còn lại xuống chân bàn thờ. Tư tế sẽ cử hành lễ xá tội như thế cho người ấy, và người ấy sẽ được tha"(Lê-vi 4, 27-32).
Các tiên tri trước Gioan đã nói về người tôi tớ kỳ diệu của Thiên Chúa một ngày kia sẽ chịu đau khổ và chết như một con chiên. Theo Thánh Phaolô: "Đức Ki-tô đã chịu hiến tế làm chiên lễ Vượt Qua của chúng ta" (I Corinto 5,7). Isaia mô tả: "Người đã bị đối xử tàn tệ, nhưng đã khiêm tốn chịu đựng, như một con chiên sắp bị đưa tới lò sát sinh"(Is 53,7-8); Những lời của tiên tri Giêrêmia về con người Chúa Giêsu: "Tôi giống như con chiên trung tín bị đem đi giết, và tôi không hề biết họ đang trù tính những điều độc ác chống lại tôi" (Gr 11,19). Trong ca tiếp liên "Lauda Sion Salvatorem" của Tôma Aquinô sáng tác: "Bánh được loan báo bằng những hình bóng, được sát tế nơi Isaác, được chỉ định nơi con chiên vượt qua, được ban như manna cho các tổ phụ".